# The Medium
The Medium — відеогра у жанрі психологічного горору, розроблена і видана Bloober Team. Реліз відеогри на платформах Windows і Xbox Series X/S відбувся 28 січня 2021 року, на PlayStation 5 — 3 вересня 2021 року та для Amazon Luna — 17 лютого 2022 року. Версія для Nintendo Switch вийшла 29 липня 2023 року.

## Ігровий процес

Маріанна вміє спілкуватися з духами, а події розгортаються у нормальному та духовному світі, останній з яких являє собою спотворене відображення першого. Подорож Маріанни двома світами одночасно гра демонструє розділенням екрана навпіл.

The Medium — це психологічний горор від третьої особи з фіксованою камерою, положення і ракурси якої є незмінними протягом всього заданого розробниками ігрового відрізку. У поєднанні з танковим керуванням цей підхід надає моторошний кінематографічний ефект, ніби за протагоністкою спостерігає невидимий наглядач. Гравець бере на себе роль Маріанни — медіума, що намагається розкрити походження своїх паранормальних здібностей у покинутому курортному готельному комплексі. Вона вирушає туди на пошуки Томаса, незнайомця, який залишає їй дивне повідомлення, вказуючи знайти його та обіцяючи розкрити походження її здібностей. 
Гра поділена на розділи, у більшості яких основною механікою є пошук прихованих предметів, вирішення нескладних головоломок або прокрадання повз жахливих ворогів, проти яких гравець здебільшого безсилий. У деяких розділах гравець також бере на себе роль Томаса, котрий має власні, відмінні від Маріанни паранормальні сили. На відміну від стриманої і обережної Маріанни, що непомітно пробирається крізь огороджені зони, Томас, який незбагненним чином має вдвічі більше майстерності у користуванні своїми здібностями просто розриває їх потужною психічною енергією.
Як медіум, Маріанна вміє спілкуватися з духами та допомагати їм перейти до потойбіччя. З цією метою The Medium розгортається на двох площинах існування: нормальному світі та духовному світі, останній з яких являє собою спотворене відображення першого. Подорож Маріанни двома світами одночасно гра демонструє розділенням екрана навпіл. Усі дії Маріанни однаково впливають на її реальну та духовну сутності, але все ускладнюється невеликими відмінностями в місцевості або ворогами, які існують лише в одному світі.

## Синопсис

### Сетинг
Події гри розгортаються в посткомуністичній Польщі в 1999 році. Маріанна (озвучена Келлі Берк) вміє спілкуватися з духами та допомагає неспокійним душам перейти до потойбіччя. Цю навичку вона розвинула, працюючи в похоронному бюро свого прийомного батька. Про свою біологічну сім'ю жінка знає лише те, що вони загинули через нещасний випадок, котрий пережила лише трирічна Маріанна. Дівчинка завжди мала свої здібності медіума, котрі тільки росли поки вона дорослішала. Доволі довгий час Маріанну переслідує один і той самий сон, де вона бачить незнайомця, що стріляє в молоду дівчину біля озера. 

### Сюжет
Гра починається у день прощання з прийомним батьком жінки, Джеком (озвучив Керрі Шейл), тіло якого вона готує до похорону. Маріанна отримує таємничий телефонний дзвінок від чоловіка на ім'я Томас (озвучив Ґрехем Вік), який знає не тільки про її здібності, а і про переслідуючий її сон, і практично благає її прийти до покинутого курортного готелю Ніва. Курорт був закритий урядом кілька років тому після події під назвою «Нівська Різанина» (англ. Niwa Massacre), під час якої було вбито велику кількість людей, а ті, хто вижив, втекли з цього району.
Досліджуючи Ніву, Маріанна розуміє, що це місце має міцні зв'язки з духовним світом і докази того, що Томас, тодішній менеджер курорту, і його дочка Ліліанна були в епіцентрі різанини в Ніві. У духовному світі вона зустрічає Скорботу (озвучена Анжелі Волл), дух молодої дівчини, який попереджає її про Пащу, ворожого злого духа (озвучив Трой Бейкер), якому вдається частково існувати в реальному світі. Маріанна розуміє, що саме Паща є відповідальним за «Нівську Різанину», адже він спроможний на короткий час вселятися в людей та використовувати їх тіла для вбивства інших, проте окуповане ним тіло не може протриматися довго і вмирає, не даючи йому змоги покинути Ніву. Злий дух також дізнається про Маріанну і починає полювати на неї, впевнений що у захопленому тілі сильного медіума він зможе втекти з Ніви. Маріанна неодноразово пропонує Скорботі допомогу у переході до потойбіччя, але та відмовляється покидати це місце. Завдяки своїм видінням Маріанна дізнається, що Скорбота — це дух Ліліанни. Дівчинка стала жертвою кращого батькового друга, Річарда (озвучив Вільям Робертс), котрий розбещував її, коли Томас залишив тому доньку на тимчасове піклування.
Маріанна збирає достатньо підказок, щоб дізнатися, що Томас також був медіумом. У молодості він став жертвою спочатку гітлерівських, а потім радянських фашистів, котрі досліджували його здібності — зокрема відокремлення розуму від тіла людини. Згодом Томас утік назад до Польщі, де одружився та створив сім'ю, але був виявлений агентом комуністичної Служби безпеки ПНР на ім'я Генрі (озвучив Вінсент Лай), котрий спіймав Томаса та підпалив дім з його дітьми всередині. Маріанна усвідомлює, що вона молодша донька Томаса, яка впала в кому після пожежі, і що Томас залишив її в лікарні, а сам залишився з Ліліанною в Ніві.
Маріанна знаходить старий нацистський бункер від радіоактивних опадів, захований під руїнами її сімейного будинку, де зустрічає духовну половину Томаса. Він пояснює Маріанні, що Ліліанна мала проблеми з контролем власних сил, тому Томас тримав її в бункері. Однак це не завадило силам Ліліанни вийти з-під контролю, і після того, як її зґвалтував Річард, вона створила Пащу як прояв своєї змученої душі. Зрештою злий дух вирвався з бункера і спричинив різанину в Ніві, де і проживав тоді Річард. Духовна половина Томаса втратила зв'язок зі своєю половиною з цього світу і не знає про поточне місцезнаходження Томаса. Коли Паща у своїй погоні за Маріанною наближається, духовна половина Томаса запевняє її, що вона єдина, хто може знищити злого духа, і відсилає її геть, готуючись пожертвувати собою, щоб затримати Пащу.
Все ще стурбована долею Ліліанни, Маріанна залишає бункер і прямує до озера, яке вона бачила в своєму сні. Там вона зустрічає Ліліанну, яка пояснює, що сон — це бажання самої Ліліанни. Вона простягає Маріанні пістолет і благає її вбити, оскільки Пащу не можна вигнати, доки вона жива, що також пояснює, чому Скорбота, створений нею ж добрий дух, відмовлялася від допомоги Маріанни. Маріанна вагається і, коли прибуває Паща, приставляє пістолет до своєї скроні, розуміючи що без неї, як медіума, злий дух назавжди залишиться в пастці Ніви. 
Фінал гри неоднозначний і відкритий для тлумачення. На затемненому екрані гравець чує одиничний постріл, без жодної можливості дізнатися кому він призначався. У сцені після титрів видно чоловіка, який блукає світом духів, ненадовго зупиняючись, щоб підняти з землі кишеньковий годинник Томаса.

## Розробка
The Medium була розроблена Bloober Team, а основну концепцію проєкту вигадали провідний дизайнер гри Войцех П'єчко та її продюсер Яцек Земба в 2012 році. Гра мала зосередитися навколо медіума та здатності бачити два світи одночасно. За словами П'єчка, основна ідея The Medium передає гравцям повідомлення про те, що «не існує універсальної істини».
Спочатку гру планувалося випустити на Xbox 360, PlayStation 3 і Wii U в 2012 році, але відтворення на екрані двох світів одночасно було технічною проблемою для цього покоління платформ, тож розробники відклали проєкт на невизначений термін. Після того як Microsoft надали розробникам попередні матеріали щодо можливостей майбутніх консолей Xbox Series X/S (які були випущені в листопаді 2020 року), Bloober Team зрозуміли, що тепер вони можуть починати роботу над The Medium. Спочатку вони пробували створити гру від першої особи, розділяючи екран гравця навпіл, але швидко виявили, що тестувальники стартового білду мали труднощі з маневруванням у такому вигляді, часто двічі обслідуючи одну й ту ж саму область: спочатку зосереджуючись на одній половини екрану, а потім переходячи до іншої. Це змусило розробників переглянути своє рішення і взяти приклад з японських горорів, зокрема Silent Hill і Resident Evil, які використовували фіксовані камери та перспективу від третьої особи для кращої передачі атмосфери жахів. Вони також зберегли концепцію розділеного екрану, хоча часто змінювали ракурси камери.
Сетингом було обрано Польщу 1990-х років, після її переходу від комуністичного до демократичного уряду у 1989 році, оскільки цей період польської нації найбільше передає природу дуалізму, яка є основною темою гри. Знаючи, що поствоєнний та новіший демократичний періоди мало відомі міжнародній авдиторії, однією з задач Bloober Team було зробити ігровий сетинг максимально доступним. Вони вірили, що завдяки успіху їх попередньої гри Observer, а також міжнародного інтересу до телевізійних шоу про Східний блок, таких як Чорнобиль і Пітьма, польський сетинг зацікавить гравців в усьому світі. Радянський готель у грі «Ніва» базується на точному відтворенні існуючого готелю «Cracovia», розташованого в Кракові. Квартира Маріанни на початку гри, хоч і заснована на реальній будівлі в Кракові, є також точним відтворенням такої ж у Observer: System Redux. Надприродне середовище духовного світу було змодельоване за мотивами дистопічного сюрреалістичного мистецтва Здзіслава Бексінського.
Згідно з Bloober Team, аудіо для гри було створено «командою мрій Silent Hill» включаючи композитора серії культової франшизи Акіру Ямаоку, співачку Мері Елізабет МакГлін і актора озвучування Троя Бейкера. Ямаоку переконали взятися за музику, коли П'єчко продемонстрував йому ігровий процес. Ямаока та польський композитор Аркадіуш Рейковські отримали завдання озвучити фізичний та духовний світи відповідно. Використовуючи синтезатор і аналогові звуки, Рейковскі черпав натхнення з Дивні дива і Чорнобиль. Бейкер озвучує основного антагоніста, відомого як Паща, для якого інший актор виконав захоплення руху на ходулях. Акторка Келлі Берк озвучила головну героїню, а Вероніка Розаті та Марцин Дороцінський подарували свою зовнішність та зробили захоплення руху для головних персонажів гри: Маріанни та Томаса відповідно. Розробники закінчили роботу над ракурсами камери та захопленням руху (таких сцен у грі близько 90 хвилин) ще до початку пандемії COVID-19. Хоча дія гри відбувається в Польщі, розробники вирішили, щоб персонажі розмовляли з американським середньоатлантичним акцентом, щоб зробити гру доступною для масової авдиторії. Команда планувала включити опцію гри з польським озвученням та англійськими субтитрами, але пандемія змусила їх відмовитися від цього плану.

## Реліз
Після анонсу в 2012 році та подальших перешкод, The Medium було повторно анонсовано у травні 2020 року для платформ Windows і Xbox Series X/S. Спочатку реліз був запланований на 10 грудня 2020 року, але згодом був відкладений на 28 січня 2021 року через пандемію. Версія для PlayStation 5 була випущена 3 вересня 2021 року, а версія для Amazon Luna — 17 лютого 2022 року. Версія для Nintendo Switch вийшла 29 липня 2023 року. Випуск для macOS і Apple Silicon було оголошено 16 лютого 2023 року.

## Оцінки і відгуки
| Агрегатор  | Оцінка                             |
| ---------- | ---------------------------------- |
| Metacritic | ПК: 75/100 PS5: 75/100 XSX: 71/100 |

| Видання        | Оцінка |
| -------------- | ------ |
| Destructoid    | 6/10   |
| GameSpot       | 9/10   |
| GamesRadar+    | 5/10   |
| IGN            | 8/10   |
| PC Gamer (США) | 9,2/10 |
| Shacknews      | 6/10   |

The Medium отримала «загалом позитивний» рейтинг на агрегаторі рецензій Metacritic, набравши по 75 балів зі 100 можливих, на платформах Microsoft Windows і Play Station 5 та «змішаний» на платформі Xbox Series X з 71 балом.
Загалом критики залишилися задоволеними сюжетною складовою, музичним супроводом і акторською грою в The Medium. За словами Лена Гафера з PC Gamer: «Сценарій за рівнем виконання не поступається найкращим представникам жанру: він вибудовує майстерно продуману таємницю, що досліджує складні, подекуди болісно близькі теми й приводить до задовільного, хоч і не оптимістичного фіналу. Відмінна акторська гра допомагає розкрити складних і незабутніх героїв та чудовиськ, а музика, звукове оформлення й візуальний стиль створюють цілісну та незабутню атмосферу». На думку Трістана Оґілві з IGN: «Хоча проєкт не так ефектно використовує зміну перспективи, як деякі попередні роботи Bloober Team, він вирізняється вдало вибудованим темпом і високою напругою. Від початку і до самого до фіналу The Medium пропонує психологічний горор, що тримає у напрузі без жодних зайвих деталей». Джордан Рамі з GameSpot звернув увагу на зв'язок сюжетних подій з реальними подіями польської історії, зауваживши, що він «надає багатьом відкриттям особливої ваги: навіть за наявності вигаданих надприродних елементів глибоко тривожить думка про те, що частина зла, показаного у грі, справді мала місце». Джош Гокінс з Shacknews, в свою чергу, залишився розчарованим сказавши: «У грі є цікаві сюжетні повороти, які хоч і не розкриті повною мірою, але складаються у цілісну, доволі непогану історію. Водночас найсильніші епізоди сюжету зведені нанівець занадто поспішним фіналом». З ним погоджується Леон Герлі з GamesRadar+: «Найбільше засмучує те, що я давно вважаю себе прихильником Bloober Team [...]. Ця студія завжди вирізнялася цікавими ідеями, сюжетами та механіками, але у The Medium цього не видно. Попри антураж і тематику, гру важко назвати горором: вона майже позбавлена моментів, що лякають, за винятком одного дешевого скрімеру на самому початку. Для команди, яка спеціалізується на психологічних жахах, цей стримано моторошний пригодницький екшен радше виглядає як невдача».